# Russula lutea
Russula lutea es una especie de hongo, basidiomiceto de la familia Russulaceae.

## Características
El sombrero (píleo) es convexo aplanado, puede medir hasta 7 cm de diámetro, su color es amarillo a color durazno, el estipe es cilíndrico, de color blanquecino y puede medir una altura de 6 cm y su ancho puede alcanzar los 1,5 cm.
Crece en los meses de verano y en los del otoño en las zonas húmedas de los bosques de árboles de hoja ancha en Europa y en el continente americano.

## Comestibilidad
Russula lutea es una seta comestible, su carne es blanca y su sabor es suave, cuando son jóvenes no despiden olor, pero cuando maduran el olor es frutado.